# AN/SPN-41
AN/SPN-41 — американская корабельная система полуавтоматической посадки, используемая на авианосцах и универсальных десантных кораблях ВМС США и некоторых других стран. Был разработан Airborne Instruments Laboratory (AIL) компании Cutler-Hammer.
Система имеет два раздельных передатчика для каналов азимута и угла места. Лучи двух антенн образуют посадочный коридор шириной около 9 км и высотой 6,5 км, который начинается на расстоянии 30-37 км от корабля.
Передатчик сигнала азимута расположен на корме корабля немного ниже полётной палубы вблизи осевой линии посадочной полосы. Передатчик сигнала угла места находится в кормовой части надстройки выше полётной палубы и обеспечивает поддержание правильного угла глиссады. Сигналы передатчиков принимаются бортовой аппаратурой летательного аппарата (приёмник-декодер AN/ARA-63) и преобразуются в данные о положении самолёта, отображаемые на индикаторе в виде перекрестия, где горизонтальная линия показывает отклонение от правильного угла глиссады, а вертикальная — отклонение от осевой линии посадочной полосы. При правильном заходе на посадку перекрестие отображается точно в центре индикатора. При этом точка касания самолётом палубы приходится (для авианосца) на прямоугольник шириной 6 м и длиной 36 м, расположенный  вдоль осевой линии между вторым и третьим тросом аэрофинишёра.
Система позволяет управлять несколькими самолётами, каждый заводится на посадку по индивидуальной глиссаде.
Как правило, AN/SPN-41 является частью комплекса трафик-контроля и управления посадкой авианесущего корабля, куда кроме неё входит радар дальнего обзора AN/SPS-49, радар трафик-контроля AN/SPN-43, система автоматической посадки AN/SPN-46 (ранее AN/SPN-42) и доплеровский измеритель скорости самолёта AN/SPN-44). В рамках этого комплекса AN/SPN-41 выполняет функции полуавтоматической посадки (режим II системы AN/SPN-46). Тем не менее, система AN/SPN-41 полностью автономна и может работать вне связи с другими компонентами.
Антенны выполнены в виде волноводов длиной 68 см (азимут) и 107 см (угол места) со щелевыми излучателями. 
Аналогичная наземная система имеет маркировку AN/TRN-28.

## Установки на кораблях
- Универсальные десантные корабли типа «Тарава»
- Универсальные десантные корабли типа «Уосп»
- Авианосец «Энтерпрайз»
- Авианосцы типа «Китти-Хок»
- Авианосцы типа «Нимиц»

## Фото

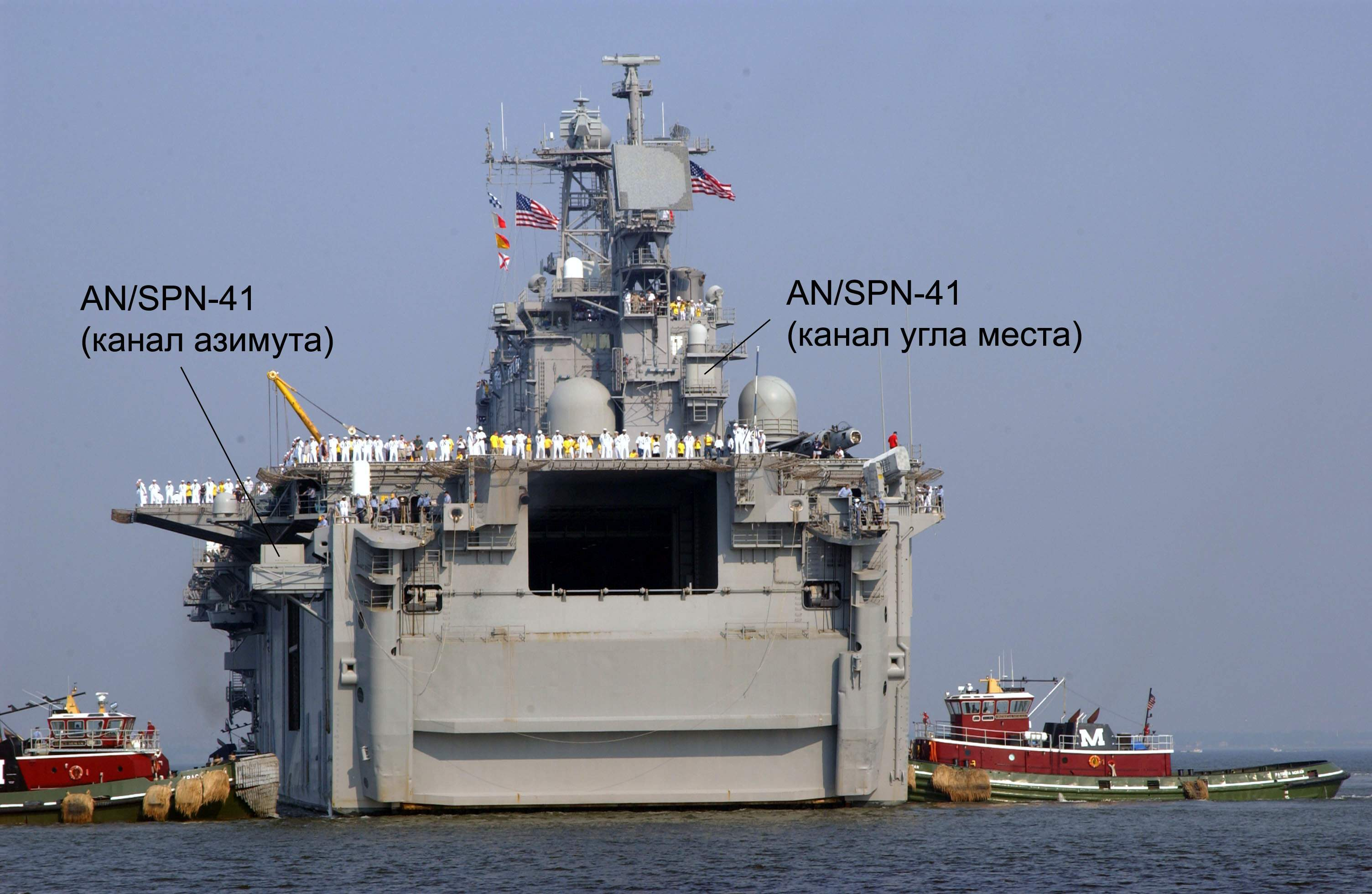
AN/SPN-41 на УДК типа «Тарава»